# Fausto Fanti
Fausto Fanti Jasmin (Petrópolis, 20 de outubro de 1978 – São Paulo, 30 de julho de 2014) foi um humorista, ator e músico brasileiro, célebre por ser um dos membros fundadores do grupo de comédia Hermes e Renato (no papel do titular "Renato") e o guitarrista original da banda paródica de heavy metal Massacration sob o pseudônimo Blondie Hammett.

## Biografia

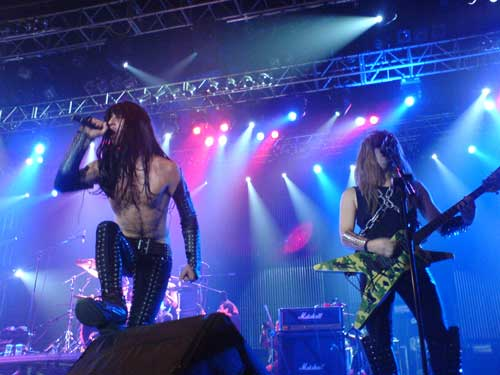
Bruno Sutter (à esquerda) e Fanti (à direita) caracterizados como Detonator e Blondie Hammett respectivamente num show do Massacration

### Origens e carreira
Fausto nasceu em Petrópolis em 20 de outubro de 1978. Em 1999 viria a fundar o Hermes e Renato junto a seus amigos Marco Antônio Alves, Adriano Pereira, Felipe Torres e Bruno Sutter; por um breve período de tempo cursou publicidade e propaganda antes de trancar a matrícula para dedicar-se exclusivamente às atividades do Hermes e Renato. Conhecidos por seu humor negro frequentemente embasado em referências à cultura popular, adquiriram um forte séquito cult desde o final dos anos 1990 até meados dos anos 2000 durante sua estadia na MTV Brasil. Considerado por seus companheiros o "líder" e "mentor intelectual" do grupo, Fausto interpretou alguns de seus personagens mais icônicos, como o titular "Renato", o "Palhaço Gozo" (paródia do Bozo), o "Padre Gato" e "Blondie Hammett", guitarrista da banda cômica Massacration; ele também foi um dos principais letristas/compositores do Massacration ao lado de Bruno Sutter. O Hermes e Renato brevemente mudou de nome para "Banana Mecânica" entre 2010 e 2013 após deixarem a MTV para se juntarem à Record, recuperando o antigo nome após retornarem à MTV, onde permaneceram até o canal encerrar suas atividades.

### Vida pessoal
Por grande parte de sua vida Fausto sofreu de acessos de depressão; seu irmão, Franco Fanti, viria a elaborar que, durante seus últimos anos, ele estava "paranoico", "quase obsessivo e não tomava remédios". De acordo com depoimentos de seus conhecidos, sua saúde mental fora afetada ainda mais negativamente pela separação da esposa, Karla Peixoto Sento Sé, no início de 2014, com quem casou-se em 1997 e teve uma filha, Nina (com 8 anos à época da morte do pai).

### Morte
Em 30 de julho de 2014, Fausto foi encontrado morto no banheiro de seu apartamento em Perdizes, na Zona Oeste de São Paulo, com um cinto ao redor do pescoço, por sua esposa e dois de seus colegas do Hermes e Renato, Adriano Pereira e Marco Antônio Alves; o delegado investigando o caso afirmou "não ter dúvidas" de que se tratava de um suicídio. Em uma entrevista ao portal de notícias R7.com, um amigo íntimo de Fausto que preferiu não se identificar comparou sua morte ao caso do cantor Chorão, vocalista do Charlie Brown Jr., que também caíra em depressão após separar-se de sua companheira e morrera devido a uma overdose de cocaína no ano anterior.
Seu velório foi realizado no Cemitério do Araçá, e seu corpo levado para sepultamento no Cemitério Municipal de Petrópolis, em sua cidade natal. Franco eventualmente substituiu Fausto no Hermes e Renato quando assinaram com o FX em 2015; em 2019 ele próprio afirmou ter sido diagnosticado com transtorno bipolar II, passando a usar suas redes sociais para relatar sua luta contra a doença mental.

## Discografia

### Com Massacration
- 2005 – Gates of Metal Fried Chicken of Death
- 2009 – Good Blood Headbanguers

## Links externos
- Fausto Fanti. no IMDb.